# Sveti Ivan (Buzet)
Sveti Ivan is een plaats in de gemeente Buzet in de Kroatische provincie Istrië. De plaats telt 198 inwoners (2001).